# Dicranomyia (Erostrata) cynotis
Dicranomyia (Erostrata) cynotis is een tweevleugelige uit de familie steltmuggen (Limoniidae). De soort komt voor in het Oriëntaals gebied.